# Nationalpark Mae Moei
Der Nationalpark Mae Moei (Thai:อุทยานแห่งชาติแม่เมย) ist ein Nationalpark in Thailand. Er liegt in der Nordwestregion des Landes.
Der Mae-Moei-Nationalpark wurde im Jahr 1990 zu einem Nationalpark Thailands ernannt. Den Namen bekam der Park von dem im Westen angrenzenden Mae Nam Moei, dem Grenzfluss von Thailand und Myanmar.

## Geographie
Der Nationalpark umfasst ein Gebiet von 115.800 Rai (185,28 km²), er liegt in dem Landkreis (Amphoe) Tha Song Yang der Provinz Tak.
Der Park besteht aus verschiedenen Gebirgsketten mit einer durchschnittlichen Höhenlage von 680 Metern, die höchste Erhebung beträgt 1250 Meter. Die westliche Grenze des Parks wird für etwa 50 km vom Mae Nam Moei und der Landesgrenze zu Myanmar gebildet.

## Klima
Wie in fast allen anderen Landesteilen gibt es auch hier drei Jahreszeiten: die Regen-, Winter- und Sommersaison. Je nach Höhenlage können sich hier unterschiedliche Temperaturen einpendeln. Die Regensaison geht von Mai bis Oktober.

## Flora und Fauna
Die Fläche des Mae-Moei-Nationalparks ist mit verschiedenen Wäldern und Graslandschaften bedeckt.

### Pflanzen
- Bei 300 bis 700 Meter findet man im tropischen Urwald die Heilpflanze Amomum villosum var. xanthioides aus der Familie der Ingwergewächse, Terminalia bellirica (Baum) aus der Familie der Flügelsamengewächse und den Krabak-Baum (Anisoptera costata) (Thai: กระบาก)
- Bei 400 bis 1200 Metern findet man im tropischen Regenwald die Sonneratia caseolaris aus der Familie der Weiderichgewächse, die Fischschwanzpalme Caryota bacsonensis, die Dipterocarpus tuberculatus, die gefährdete Hopea odorata[1], den Baccaurea ramiflora Lour., Diospyros pubicalyx Bakh (Ebenholzgewächs), Bambusa flexuosa, Cycas circinalis L (Gattung der Sagopalmfarne)
- ab 1000 Metern findet man in den immergrünen Bergwäldern den Sandelholzbaum (Michelia alba), die Merkus- oder Sumatra-Kiefer (Pinus merkusii)[2]

Weitere Pflanzenarten, die in den Mischwäldern des Parks anzutreffen sind, sind u. a. der Burma-Padouk (Pterocarpus macrocarpus), die Afzelia xylocarpa, die Lagerstroemia tomentosa.

### Tierarten
- Indische Muntjaks (Muntiacus muntjak)
- drei Arten Palmenroller aus der Familie der Schleichkatzen:
  - der Fleckenmusang (Paradoxurus hermaphroditus)[3]
  - der Larvenroller (Paguma larvata)[4]
  - der Streifenroller (Arctogalidia trivirgata)[5]
- Sunda-Plumplori (Nycticebus coucang)
- Netzpython (Python reticulatus)

## Sehenswürdigkeiten
- Mae Salit Noi Wasserfall (น้ำตก แม่สลิดน้อย)
- Chao Doi Wasserfall (น้ำตก ชาวดอย)
- Mae Usu Höhle (ถ้ำแม่อุสุ) – in der Höhle befindet sich ein unterirdischer Wasserlauf, der Mae-Usu-Fluss (ลำน้ำแม่อุสุ)